# Braddan
Braddan är en parish på Isle of Man. Den ligger på den södra delen av Isle of Man, strax väster om huvudstaden Douglas. Den största orten i området är Union Mills.